# بات دالتون
بات دالتون (بالإنجليزية: Pat Dalton)‏ هو لاعب كرة قدم أسترالية أسترالي، ولد في 6 سبتمبر 1918، وتوفي في 15 سبتمبر 2011.

## وصلات خارجية
- بات دالتون على موقع AustralianFootball.com (الإنجليزية)
- بات دالتون على موقع AFLtables.com (الإنجليزية)